# 干潟よか公園

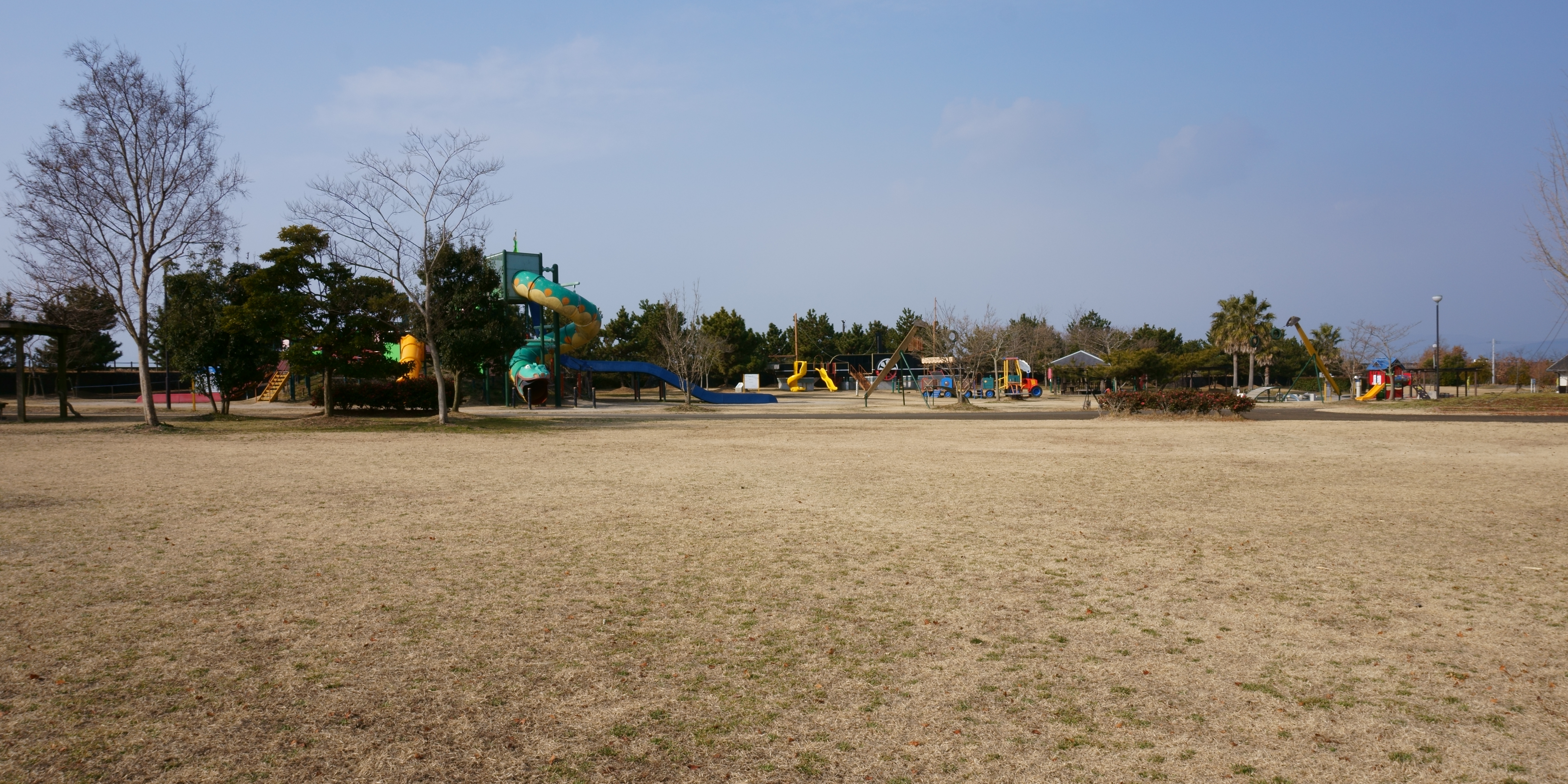
干潟よか公園

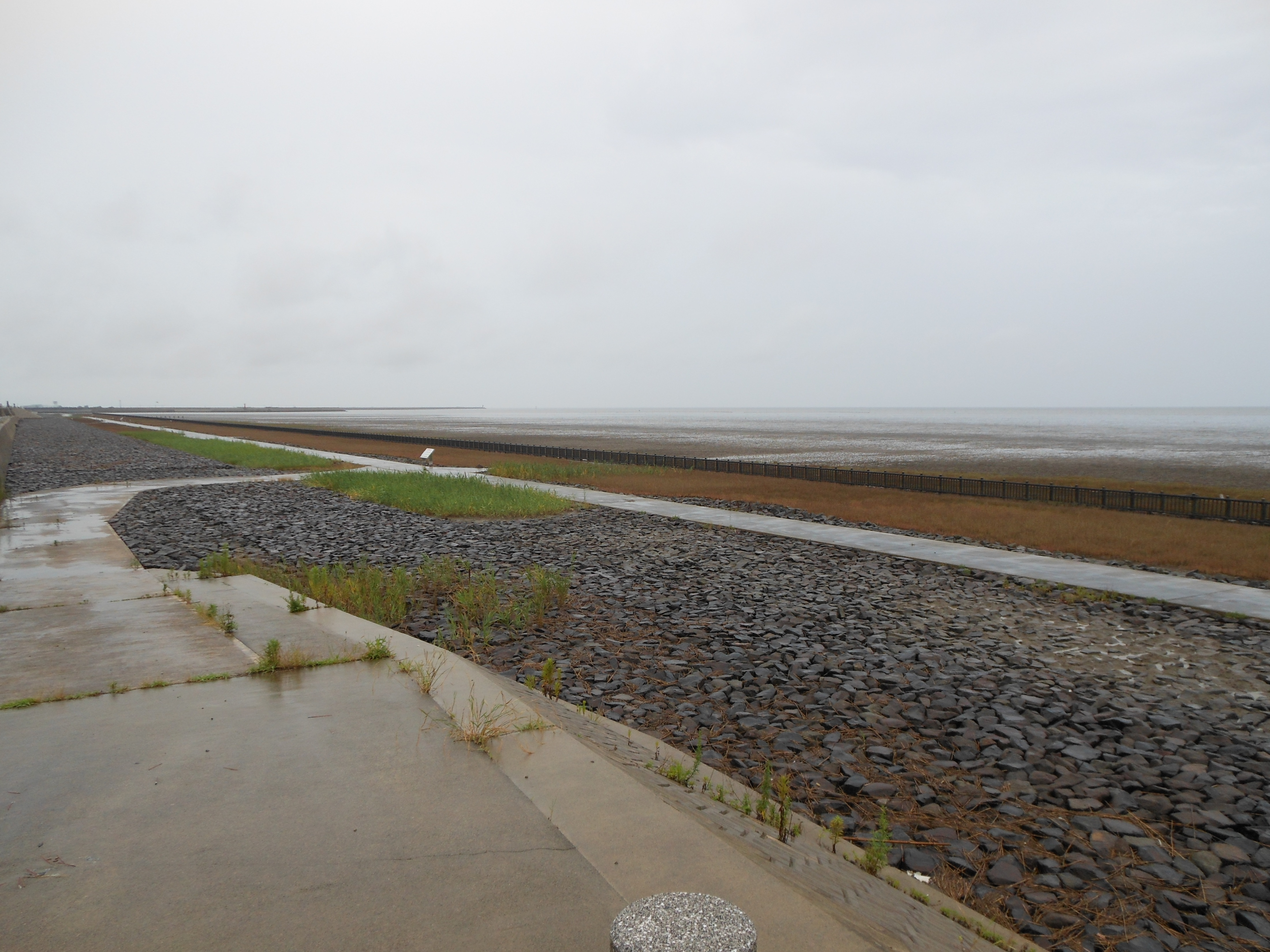
シチメンソウ自生地

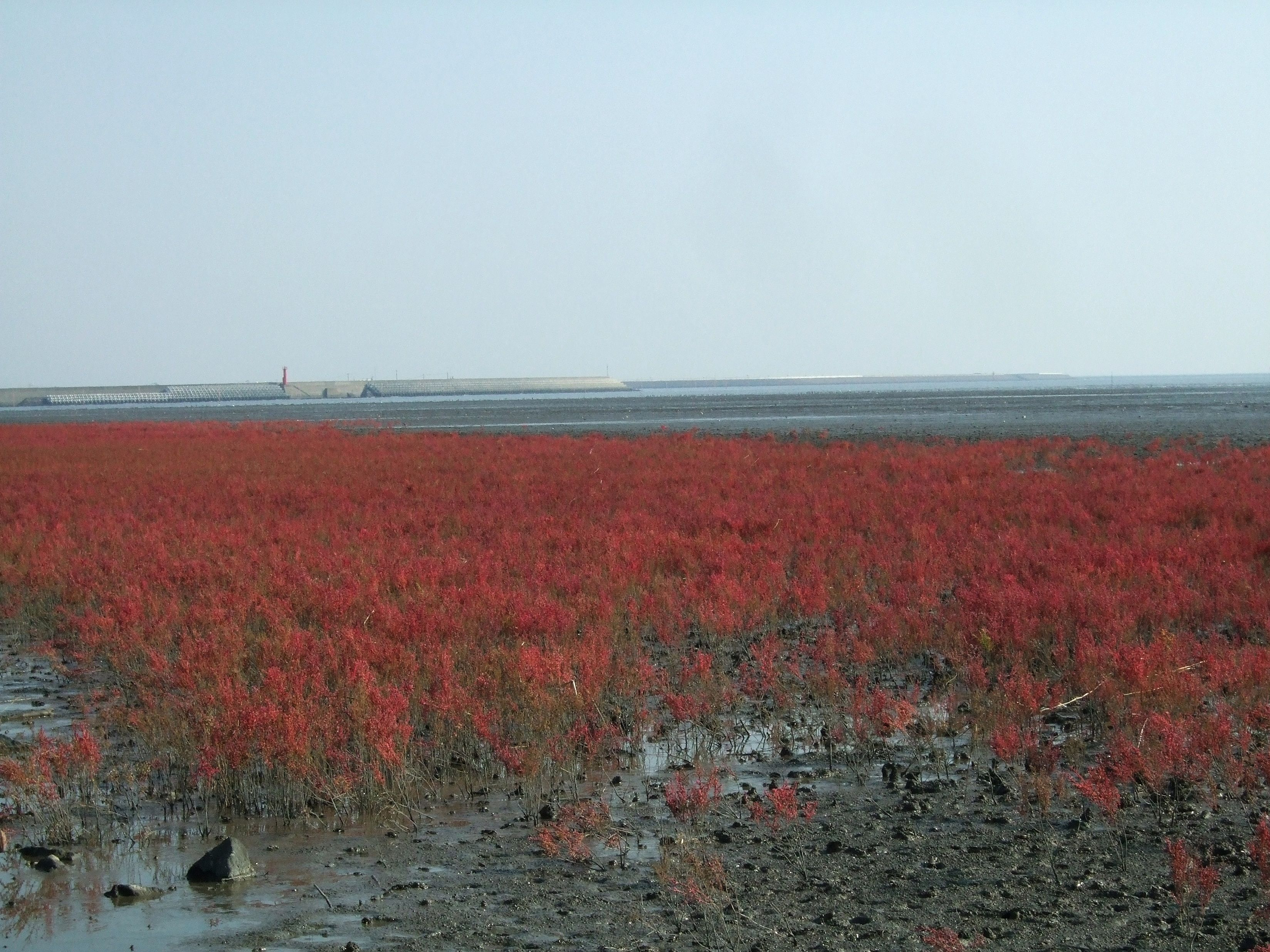
11月上旬の赤く色づいたシチメンソウ

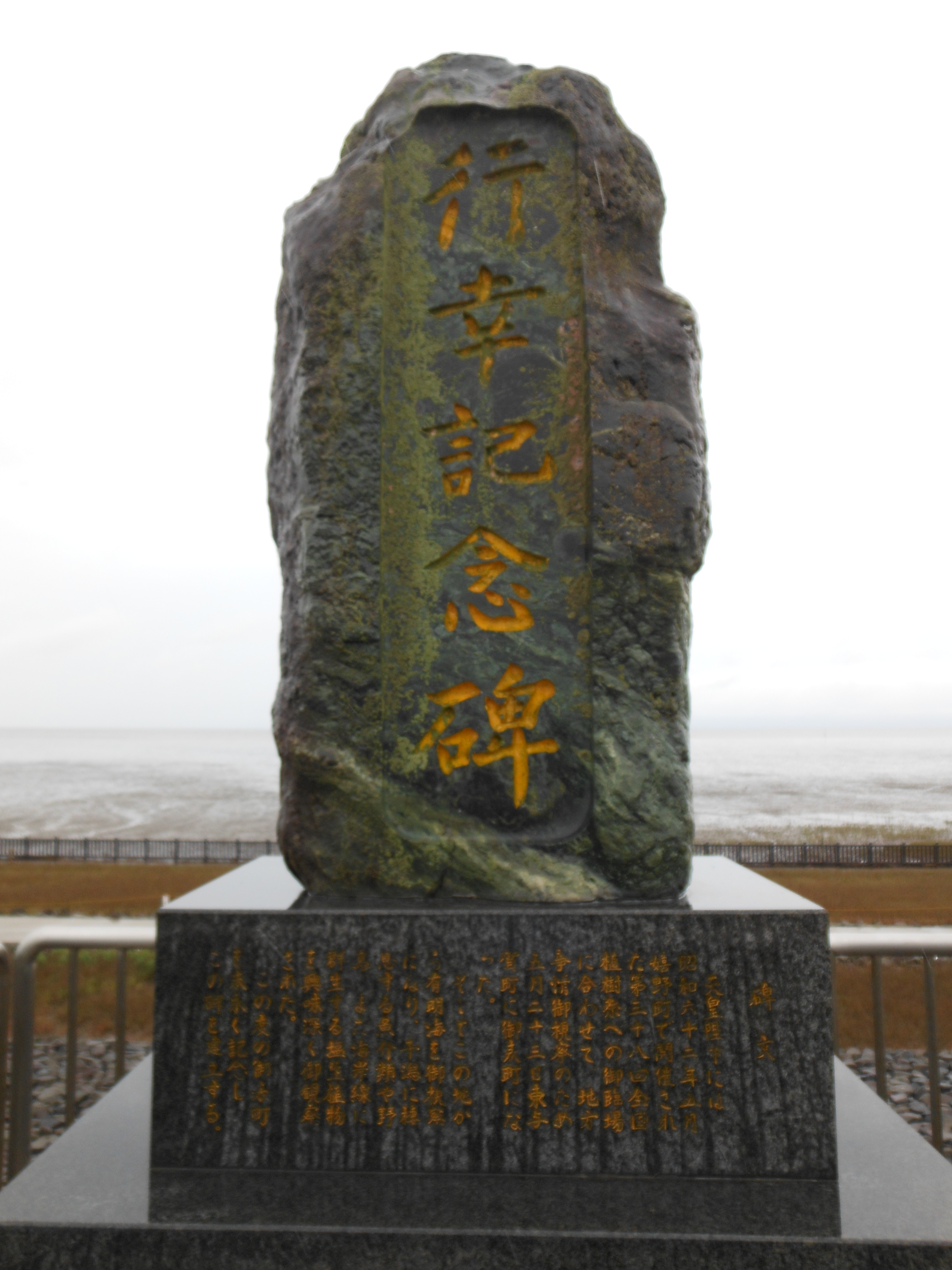
行幸記念碑

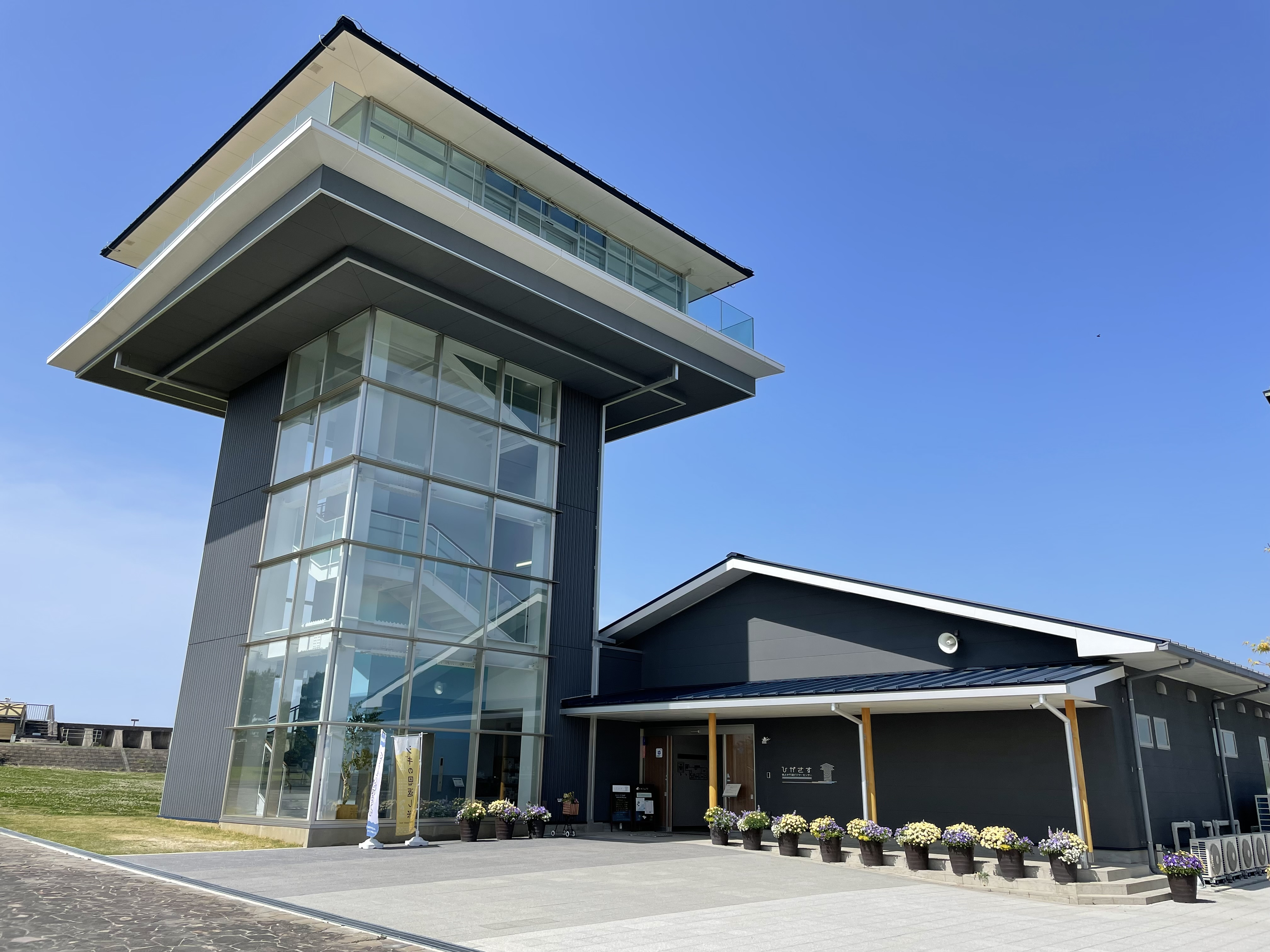
ビジターセンター「ひがさす」

干潟よか公園（ひがたよかこうえん）とは、佐賀県佐賀市東与賀町に所在する公園である。昭和天皇最後の御幸地である東与賀海岸沿いにあり、有明海の東よか干潟に面している。
2004年（平成16年）に開園した。

## 概要
アスレチック施設の充実した公園部分のほか、有明海の干潟が一望できる東与賀海岸展望台や、海の紅葉とも言われる塩生植物「シチメンソウ」の自生地、海岸堤防を用いた干潟ギャラリーなどがある。第38回全国植樹祭出席のため来佐した昭和天皇が東与賀海岸を訪問した際には、地元でも注目されていなかったシチメンソウに深い興味を示した。これがシチメンソウが広く知られるきっかけとなり、1994年（平成6年）には「シチメンソウを育てる会」が発足。植生の保存などが行われている。11月上旬には「シチメンソウまつり」も開催される。佐賀県の認定する「22世紀に残す佐賀県遺産」にも認定された。
また、2006年（平成18年）には全国豊かな海づくり大会の第26回佐賀大会の会場にもなり、天皇・皇后が臨席した。フジテレビ系で放送されたドラマ『のだめカンタービレ』のロケ地にもなっている。

## 施設
- 芝生広場・大型遊具・草スキー場・おもしろ自転車・じゃぶじゃぶ池など
- 紅楽庵

佐賀平野独特の建築様式である「じょうご谷造り」の建造物を再現したもの。昔の農機具などの展示が行われる。
- シチメンソウ自生地
- 干潟ギャラリー
- 行幸記念碑および御製碑

1987年（昭和62年）5月23日の訪問を記念し設置。
御製碑には昭和天皇が出席した最後の歌会始で、行幸したときの有明海の様子を歌った『面白し 沖へはるかに汐ひきて 鳥も蟹も見ゆる 有明の海』の詩が刻まれている。
- 東よか干潟ビジターセンター「ひがさす」

2020年10月に開館した。干潟の生態や干拓の歴史などを学べる展示スペースと、高さ約18メートルの展望台で構成されている。

## 交通
- 長崎本線佐賀駅よりタクシーで30分。
- 長崎自動車道佐賀大和ICより車で45分。
- 佐賀市東与賀支所（旧：東与賀町役場）より車で10分。